# Chodynino (przystanek kolejowy)
Chodynino (ros. Ходынино) – przystanek kolejowy w miejscowości Rybnoje, w rejonie rybnieńskim, w obwodzie riazańskim, w Rosji. Położony jest na linii Moskwa – Riazań.
Leży w obrębie stacji Rybnoje. Perony przystanku położone są na skrajach torowiska, po obu stronach stacji i oddalone są od siebie o 280 m. Łączy je przejście naziemne.